# Dependència de Ross
La Dependència de Ross o Dependència Ross (en anglès: Ross Dependency) és una regió, d'uns 450.000 km², de l'Antàrtida definida per un sector circular que s'origina al pol Sud i passa a través de les longituds 160° Est a 150° Oest i acaba a la latitud 60° Sud. Nova Zelanda reclama aquesta regió de manera oficial des de 1923. El Tractat Antàrtic en la pràctica deixa suspeses aquestes i altres reclamacions sobre l'Antàrtida.
Aquesta dependència rep el nom de Sir James Clark Ross, qui va descobrir el Mar de Ross i altres zones antàrtiques. La Dependència de Ross inclou parts de Terra Victòria, i la major part del Ross Ice Shelf. Ross Island, Balleny Islands i la petita Scott Island com també Roosevelt Island coberta pel gel.

## Habitants
Només hi viuen permanentment el personal de les bases antàrtiques Base de Scott (Nova Zelanda) i Estació de McMurdo (USA), mentre que l'Estació Amundsen–Scott es troba parcialment dins aquesta dependència i depèn de la logística de Nova Zelanda. Hi ha pistes nevades (a Williams Field), i dues pistes de gel (Ice Runways) que garanteixen l'accessbilitat sobre d'avions amb rodes i avions equipats amb esquís durant tot l'any. La població és de 10 a 80 a la base Scott, de 200 a 1,000 a McMurdo, de 85 a 200 a l'estació del Pol Sud i de 0 a 90 a la base Zucchelli.
Itàlia hi té la base científica Estació de Zucchelli a la Badia Terra, i de 1969 a 1995 funcionava l'Estació Vanda de Nova Zelanda a les Valls Seques.
Greenpeace hi mantingué la seva pròpia base a la dependència Ross anomenada World Park Base des de 1987 a 1992, situada a l'illa Ross. Com que aquesta base era no governamental els signants del tractat Antàrtic no li van donar cap suport ni tampoc assistència.